# スズキ・レッツ
レッツ（Let's）とは、スズキが製造販売しているスクータータイプのオートバイ（原動機付自転車）である。エンジン形式や車体構造が異なる様々なモデルが存在する。
本項では派生車種にあたる電動スクーターの e-Let's（イーレッツ）についても記述する。

## モデル一覧

### Let's
Let's（レッツ）は1996年に発売された。それまで発売されていたセピアの後継という位置づけの車両である。2ストロークエンジン搭載。最大の特徴として、車体前部のフロントカウル部分のスペースを生かし、完全収納式のフロントバスケットを装備していた。ガソリンタンクは5.5リットルとセピアより大きく、利便性が向上した。
1996年3月にはロフトとコラボレーションした限定カラーモデルが発売された。
しかし人気は後に発売されたレッツ2のほうに集まったことから、販売は数年間で終了している。

### Let's II

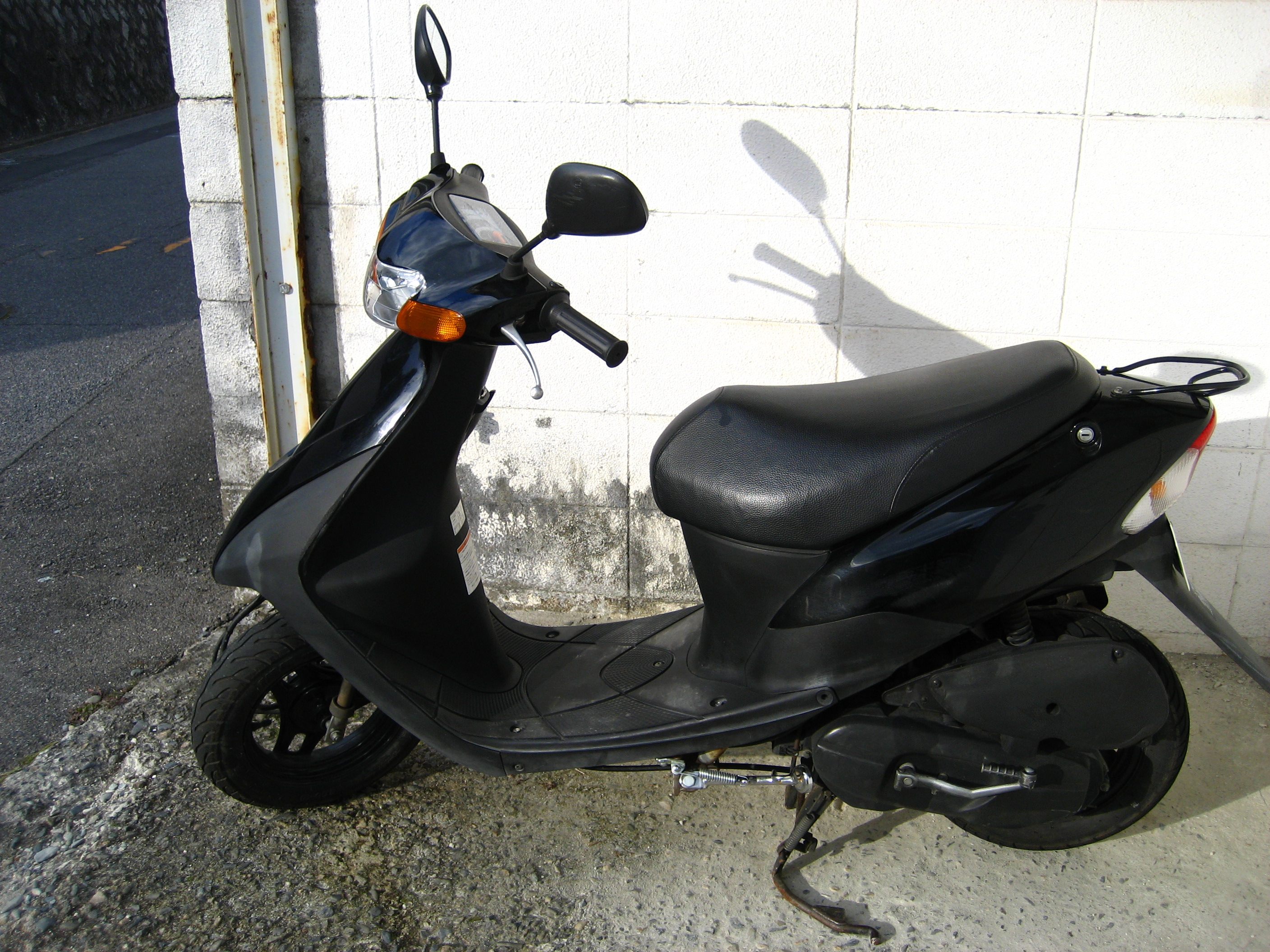
Let's II

Lets' II（レッツツー）も1996年に発売された。先に発売されたレッツとは異なりスタンダードタイプのスクーターであったが、当時スクーターの販売台数が減少していたことから、価格を9万9,800円と比較的低廉に設定して販売したところ、レッツの売上を大きく上回るヒット車となり、後にディスクブレーキ装備仕様車の S や、座席位置を低くしたローシート仕様車の L も発売されている。Lとスタンダードにはコンビネーションブレーキ装備仕様車も発売されている。
1999年、モデルチェンジ。スズキのラインナップ整理を受けて主力モデルの一角と位置づけられ、また同年施行された平成10年自動車排出ガス規制対応による装備強化（及び標準装備の充実化）によってこれまでの廉価路線から一転、他車モデルとの競合価格帯程度まで販売価格が引き上げられた（この時期、スズキはLets' IIに限らず多くのモデルで販売価格の引き上げを行った）。が、ユーザーに受け入れられず、これまでの人気モデルから一転、Lets' IIは販売が低迷し不人気モデルと化した。翌年、同ベースのスポーツタイプ、ZZが発売された。
2002年2月、マイナーチェンジ。価格高騰による販売低迷の打開策として、従来の低価格路線へ方針転換し、車体部品の大幅な削減を行い、同時に標準装備も簡素化した。同年10月にもマイナーチェンジを行ない、チョイノリ同様の部品見直しのうえで国内生産車ながら販売価格を10万円強程度に設定し直したことから、再びユーザーに受け入れられた。なお燃料計は上級仕様車の G にのみ装備され、ほかのグレードは燃料計の代わりに燃料警告ランプがメーターに装備された。
2007年に施行された平成18年自動車排出ガス規制により、事実上2ストロークエンジン車の販売が出来なくなり、同年9月限りで生産が終了した。

### Let's 4
Let's 4（レッツフォー）は2004年に発売された。将来の環境規制を見据えた後継車両としての位置づけであり、エンジンは4ストロークエンジンを搭載したが、ミクニがスズキと共同で開発したディスチャージポンプ式フューエルインジェクションを装備することにより、エンジン出力を5 psと不足ない程度まで確保しながら低燃費での走行が可能になっており、価格も新車ながら9万9,800円とレッツ2より安く設定された。
この車両で導入されたディスチャージ式フューエルインジェクションの技術は、当時のスズキの小型スクーターエンジンにおける標準的機構となり、その後発売されたアドレスシリーズにも用いられることになった。また2007年からの平成18年自動車排出ガス規制には触媒付きマフラーを装着させることで対応している。
2005年にはレトロ調のポップなデザインに衣替えし標準装備を充実させた Let's 4 Pallet（レッツ4パレット）が発売され、2007年にはフロントカウル部分に開放式フロントバスケット（シャッター付き前カゴ）を搭載し収納性を向上させたLet's 4 basket（レッツ4バスケット）が発売された。
2010年モデルのノーマル仕様（UZ50L0）は中国でスズキと合弁事業を行っている江門市大長江集団有限公司に生産を移管されたが、2011年モデルのノーマル仕様（UZ50DL1）は再び日本国内生産となりリアキャリアが追加された。なおこれらのモデルからはエンジン出力が4.5 psにデチューンされている。
Let's 5発売後も併売され続けていたが、2015年に新型のLet'sと入れ替わる形で生産終了となった。

### Let's5
Let's5（レッツファイブ）は2008年3月21日に発売された。原付としては初となる、ハンドルポケットを装備しているのが特徴である。このハンドルポケットには、眼鏡やガムといった小物が収納でき、メーターの真下にあることから収納も取り出しも容易である。なお G 仕様も発売されており、フロントポケットや盗難防止アラームなどの装備が追加されている。
しかし人気は先に発売されたレッツ4のほうに集まったため2011年に一旦生産を終了したものの、2013年より生産を再開しノーマルおよび G 仕様ともに6月4日から販売されたが、2015年に再び生産終了となった。

### Let's（2015年-）
2014年11月19日に2015年モデルとなるLet's（UZ50L5） が発表された。
エンジンは日本仕様車では初となるSEP（SUZUKI ECO PERFORMANCE）エンジンを搭載し、燃費を重視したセッティングが施されている。車体デザインはウインカーが前面側がカウルからハンドルに移動し全てクリア化された。
2015年仕様での無印とG仕様の差は、Gは表面部品の一部がメッキに、速度計のウインカーランプがGのみ装備、外装色が無印が無塗装に対してGは塗装、無印はリアキャリア装備に対してGはハンドルに変更される等の差がある。
G 仕様は2014年12月11日、通常仕様は2015年3月13日に発売され、Let's4basket の後継仕様となるレッツバスケットも2015年5月7日に発売された
。
CA4AA型は2017年9月1日より平成28年自動車排出ガス規制の対象となったことから、同月19日（バスケットは21日）より規制に適合させたマイナーチェンジが行なわれ、エンジンセッティングなどが変更され通常・バスケットの2仕様となる。

#### リコール
- 2021年3月4日 - レッツとアドレスV50の計6万2888台のECUに不具合があるとして改善対策を国交省に届け出た。不具合の件数は86件あり、軽傷1件の事故が発生している[13][14]。
- 2018年3月30日 - ECUの不適切プログラムのため、燃焼室にカーボン堆積したのが一部剥がれ落ち、排気または吸気バルブシートに噛込むことで圧縮不足となり、停止直前のエンストやエンジン始動不良となるおそれがあるとして改善対策を国交省に届け出た[15]。
- 2016年2月23日 - 吸気パイプの取付けボルトの締付けトルクが不足しているものがあり、当該ボルトが緩んで吸気パイプ取付け部の隙間から空気を吸込むことによって、走行中に意図せずエンジン回転数が上昇するおそれがあるとしてリコールを国交省に届け出た[16]。
- 2015年1月15日 - (G仕様のみ)スロットルボデー検査工程において、スロットルアジャストスクリュのロックナットの締付け状態を確認するための指示が不適切なため、ロックナットが緩んでいるものがあり、そのためそのまま使用を続けると、走行中のエンジン振動により当該ナットが脱落し、最悪の場合、スロットルアジャストスクリュが上方に動き、スロットルが完全に戻らずエンジン回転が高くなるおそれがあるとして改善対策を国交省に届け出た[17]。

## e-Let's
e-Let's（イーレッツ）は2012年1月9日に発売された電動スクーターで、日本では原動機付自転車となる。
車体は Let's4basket からの流用だが、メットインスペースにあたる部分をバッテリーが2個搭載できるスペースとし、駆動部にあたる部分には定格出力 580W のモーターを搭載している。
なお通常仕様の搭載バッテリーは1個のみであり、2個めのバッテリーを付属品とした仕様の e-Let's W（イーレッツ ダブル）も同時発売されていたが、W はメーカーから発売終了が公表されている。